# Allocasuarina decussata
Allocasuarina decussata är en tvåhjärtbladig växtart som först beskrevs av George Bentham, och fick sitt nu gällande namn av Lawrence Alexander Sidney Johnson. Allocasuarina decussata ingår i släktet Allocasuarina och familjen Casuarinaceae. Inga underarter finns listade i Catalogue of Life.